# センサネットワーク

センサネットワーク概念図

センサネットワーク(wireless sensor networks, WSN)、または無線センサネットワーク、ワイヤレスセンサネットワークとは、複数のセンサ付無線端末を空間に散在させ、それらが協調して環境や物理的状況を採取することを可能とする無線ネットワークのこと。IoTで使用するコア技術のひとつである。 

## 概要
センサネットワークの無線端末はノードと呼ばれ、通常1個以上のセンサ、無線チップ、マイクロプロセッサ、電源（電池など）により構成される。当初構想では粒のように小さく作り、意識されずして遍在する、というユビキタスを目標としていたため「モート(Mote、塵)」や「スマートダスト(賢い埃)」などの呼称で研究開発が進んだ。
センサノードはセンサ値を発信するだけでなく、アドホック(ad hoc)機能と、他のセンサノードから中枢ノード(Gateway)へデータを送るための中継ルーティング機能(routing algorithm)をあわせ持つ。即ち、センサノード間の中継通信に障害がでると別の中継経路を自律的に再構築して中枢ノードへのデータ到達を確保する機能がある。ネットワーク内のノードがグループとして分散処理する場合もある。加えて、外部から電力供給を受けずに長期間動作する機能もあり、そのために省電力機能または自己発電機能を持つ。
上記を達成するための技術として、無線、ネットワーク、MEMSセンサ、センサインターフェース、電池（または自己発電）など広い裾野分野の連携が必要とされる。それらの融合により、センサ精度を劣化させずして無線ネットワーク通信を半永久的に持続する。

## 用途
センサネットワークの構想は戦闘地域の監視が発端であるが、民生用途では省エネルギー管理、工業計装、健康管理、交通状況、農業などをモニタするものが多い。搭載するセンサの種類および入力形式は電圧・温度・湿度・ガス・照度、シリアルデータなど種類、形式を限定しない。
多点をほぼ同時に計測できるため、物理現象の分布変化を把握するのに有効である。また、屋内配線において電気機器のスイッチをセンサ・制御と見立てると、センサネットワークの使用で配線削減が見込める。

## 標準プラットフォーム
多くのプラットフォームが存在するが、およそ次に集約される。
- TinyOS - 元々米国のDARPAが主催したスマートダストプロジェクトの一つで、カリフォルニア大学バークレー校が主体となり開発したセンサネットワーク専用OS。限られたリソースで軽く動作するのが特徴で、C++に近いnesCで書かれたオープンソースである。 研究用ハードウェアでは、MICA、DOT、TELOSB、IRIS、Imote2、などが存在した。
- Sun SPOT - サン・マイクロシステムズ社が研究用に販売したシステム。
- ZigBee（ジグビー） - 家電製品や工業計装への応用を目的に ZigBee Allianceという団体が規格化するプロトコル。この規格の製品間では通信互換性を持つことを目標とする。当初ZigBeeの物理層として規格化されたIEEE802.15.4はリモコンや監視カメラにも利用されている。
- HART - 米国のHART Communication Foundationによる計装通信プロトコルで、無線通信用の規格はWireless-HARTと通称する。通信環境に応じて無線チャンネルを自動切換するので妨害電波が強い場合には有効という。主用途は計装。
- SP100 - ISAの無線版として同委員会が規格化したデータバスプロトコル。

## 関連文献
- Amir Hozhabri; Mohammadreza Eslaminejad; Mitra Mahrouyan, Chain-based Gateway nodes routing for energy efficiency in WSN
- Kiran Maraiya, Kamal Kant, Nitin Gupta "Wireless Sensor Network: A Review on Data Aggregation" International Journal of Scientific & Engineering Research Volume 2 Issue 4, April 2011.
- Chalermek Intanagonwiwat, Deborah Estrin, Ramesh Govindan, John Heidemann, "Impact of Network Density on Data Aggregation in Wireless SensorNetworks," November 4, 2001.
- Bulusu, Nirupama; Jha, Sanjay (2005). Wireless Sensor Networks: A Systems Perspective. Artech House. ISBN 978-1580538671